# 20 mm armata przeciwlotnicza 20/65 Modello 35 Breda
Cannone-Mitragliera da 20/65 modello 35 (Breda) – włoska holowana automatyczna armata przeciwlotnicza z okresu II wojny światowej.

## Historia
Prototypy tej armaty automatycznej powstały w 1931, do uzbrojenia armii włoskiej została przyjęta w 1935. Armata została zaprojektowana jako broń uniwersalna, zarówno przeciwlotnicza, jak i przeznaczona do zwalczania słabiej opancerzonych celów naziemnych.
Breda modello 35 była osadzona na dwukołowym łożu. W pozycji bojowej koła zdejmowano, a łoże dolne tworzyło trójnóg. Armata zasilana była przy pomocy sztywnych, dwunastonabojowych taśm. Po wystrzale łuski nie były wyrzucane z wnętrza komory zamkowej, ale ponownie umieszczane w taśmie. Stosowano amunicję przeciwpancerną i burzącą. Broń była wyposażona w celownik optyczny osadzony na wysokim ramieniu, dzięki któremu niezależnie od kąta podniesienia lufy znajdował się na wysokości twarzy strzelca. Ułatwiało to celowanie, ale zwiększało masę broni.
Powstała także cięższa odmiana tej armaty modello 39 przeznaczona do statycznych stanowisk ogniowych.
Poza armią włoską, przejęte armaty modello 35 były używane przez Wehrmacht pod oznaczeniem 2 cm Breda(i). Zdobyczne armaty tego typu używane były bojowo przez wojska alianckie w Afryce Północnej, w tym przez polską Samodzielną Brygadę Strzelców Karpackich.